# Peter Dyreborg
Peter Dyreborg (født 1976 i Frederikshavn) er en dansk forfatter og digter, som i dag er bosat i København (Valby).
Han blev i januar 2008 Danmarksmester i poetry slam, som han har optrådt med siden 1999. Af aktive poetry slammere i Danmark, er han således dén, som har optrådt med poetry slam i længst tid – han var ikke med til det første poetry slam arrangement i Danmark, men til det andet, begge arrangeret af digteren Janus Kodal på det daværende Café Poeten på Nørrebro i København.
I dag driver han som arrangør poetry slam-scenen i Valby Kulturhus i København (og tidligere også den nu lukkede scene i Skuespilhuset). Han er desuden med i styregruppen for DM i poetry slam, og i styregruppen for det skandinaviske/nordiske mesterskab. Han har tidligere også været arrangør og medarrangør af poetry slam i Odense, Aarhus og Aalborg, samt de tidligere scener i Esbjerg og Sønderborg.
Udover at være arrangør af og vært/MC for poetry slam konkurrencer, er han mest kendt for sine soloshows med spoken word. I februar 2011 debuterede han på Det Kongelige Teater, Gamle Scene, hvor han siden har optrådt flere gange. Herudover er han kendt for digtsamlingen Bestseller, udgivet i 2003, som var den første danske skønlitterære bog udelukkende finansieret af reklamer. Bogen blev i 2008 udgivet som den første danske digtsamling til mobiltelefon.
Både hans soloshow Den unge Peter Dyreborgs lidelser fra 2018 og Peter Dyreborgs forbrydelse og straf fra 2020 har spillet i Skuespilhuset, Det Kongelige Teater.
I 2022 blev fem af hans digte indgraveret i nogle træbænke/træskulpturer i Remisen i Rådhusparken, Frederikshavn, som en del af Poesiparken i byen. I 2023 blev et citat fra et digt fra digtsamlingen "Bestseller" placeret på en mur på Frederikshavn Gymnasium, som et vartegn for skolen, også som en del af Poesiparken,
Han har flere gange modtaget støtte fra private fonde og Statens Kunstråd, i dag Statens Kunstfond, og er desuden uddannet cand.jur. fra Københavns Universitet.

## Soloshows med spoken word
- Mit navn er Peter Dyreborg (2008)
- Kun Vorherre får kredit (2010)
- Digte om døden (2011)
- Den unge Peter Dyreborgs lidelser (2018)
- Peter Dyreborgs forbrydelse og straf (2020)
- Far Wars - Peter Dyreborg vender tilbage (2024)

## Udvalgte gruppeshows med spoken word
- Det Store Skuffejern (2014) Sammen med rapper Per Vers og komiker/historiefortæller Per Helge Sørensen
- Holberg VS Slam (2018) Sammen med skuespiller og slammer Rasmus Rhode og skuespiller Nicolai Dahl Hamilton m.fl.

## Andre værker og projekter
- Michael Echte: "Sangbog til mine venner" (1999-2001) (Protestsange)
- Den Borgerlige Forfatter (2007-2008) (Debatprojekt)
- Digte til mobiltelefon (2008) (Bog til mobiltelefon)
- Den Brændte Bog (2009) (Bogbrænding pr. bestilling)
- Digte i Poesiparken, Rådhusparken, Frederikshavn (2022)